# Robert Meyer (Schauspieler)

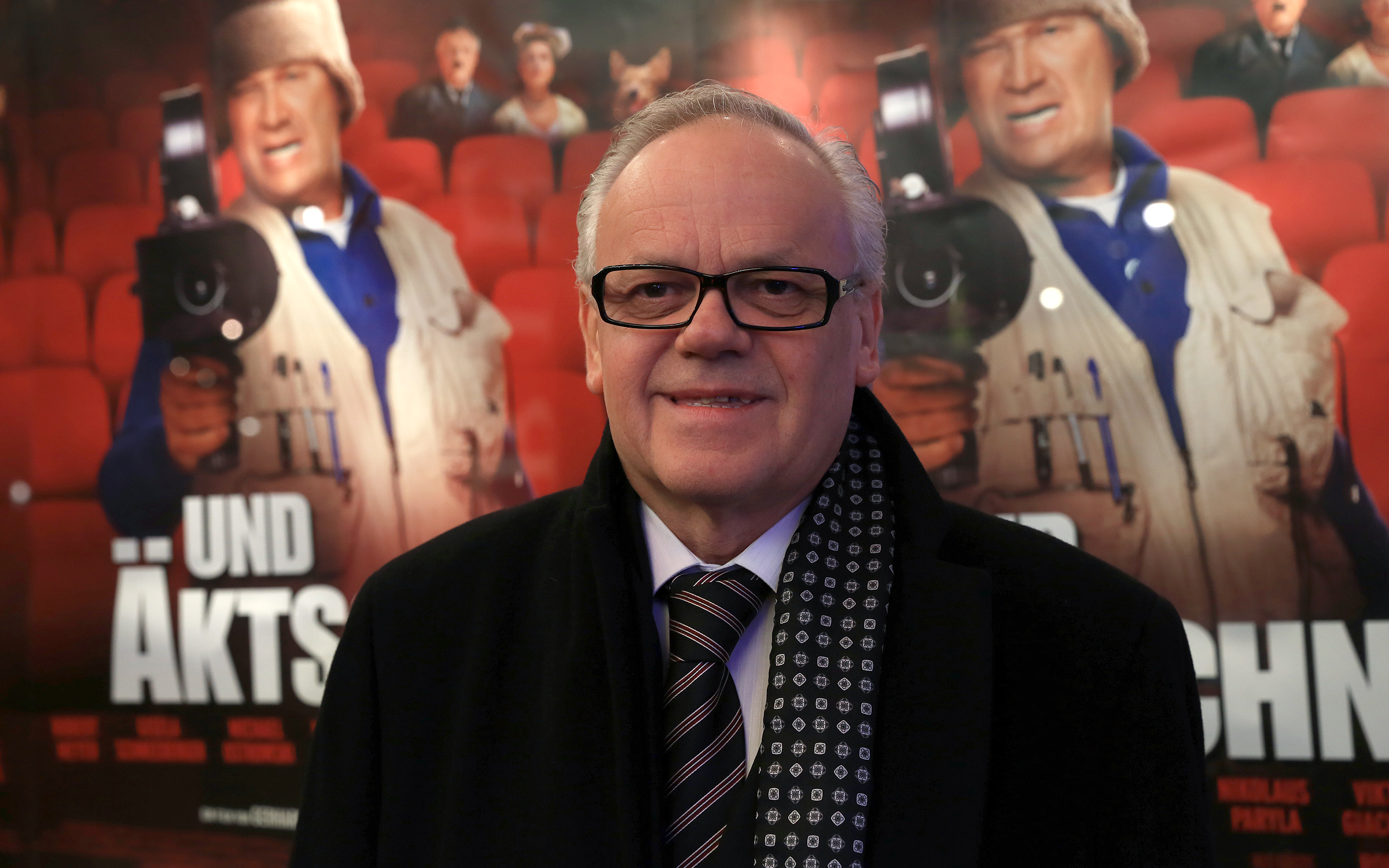
Robert Meyer bei der Österreichpremiere von Und Äktschn! (2014)

Robert Meyer (* 21. Oktober 1953 in Bad Reichenhall) ist ein deutscher Schauspieler, Theaterregisseur und Ensemblemitglied des Wiener Burgtheaters. Ab der Saison 2007/2008 bis zur Saison 2021/22 war er Direktor der Volksoper Wien.

## Leben
Robert Meyer interessierte sich schon als Kind für Theater. So trat er mit seinem Zwillingsbruder immer wieder bei Schulveranstaltungen auf. Sein Bruder kokettierte mit einer Karriere als Schauspieler, wählte aber auf Druck der Eltern einen nichtkünstlerischen Beruf und wurde Polizist. Meyer setzte sich durch und begann 1971 sein Schauspielstudium an der Hochschule für Musik und darstellende Kunst Mozarteum Salzburg. Er spielte schon während seines Studiums am Salzburger Landestheater. 1974 wurde er Ensemblemitglied des Burgtheaters, wo er auch einige Zeit lang Ensemblevertreter war. Seine erste Rolle am Burgtheater war Schweizerkas in Bertolt Brechts Mutter Courage. Es war vor allem in Stücken von Nestroy zu sehen, er gilt als einer der bekanntesten Nestroy-Interpreten und Regisseur von Nestroy-Stücken. Außer Nestroy-Rollen spielte er noch Thersites in Troilus und Cressida, Zettel in Ein Sommernachtstraum, Wurm in Kabale und Liebe, Dr. Ebenwald in Professor Bernhardi, Dr. Maurer in Das weite Land, den Ehemann in Reigen sowie Chandebise und Poche in Ein Floh im Ohr. Zwischen 1988 und 1998 spielte und inszenierte er bei den Sommerfestspielen in Reichenau und wirkte bei den Salzburger Festspielen als Dünner Vetter in Jedermann mit. Er arbeitete als Regisseur am Grazer Schauspielhaus und bei den Operettenfestspielen Bad Ischl. Bekannte Rollen von ihm waren an der Volksoper Wien Sancho Pansa in Der Mann von La Mancha, Sigismund in Im weißen Rößl, Frosch in Die Fledermaus (in dieser Rolle ist er seit 2004 an der Wiener Staatsoper zu sehen) und Doolittle in My Fair Lady. Er hatte viele Soloprogramme am Burgtheater, wie z. B. Reisende, Meidet Bayern! und einen Karl-Valentin-Abend sowie die Wagner-Parodie Tannhäuser in 80 Minuten. Manchmal übernimmt er auch Filmrollen, z. B. in Herr Ober! und in Die Ameisenstraße und bei der Fernsehserie Tatort.
Er war ab der Spielzeit 2007/08 mit dem Burgtheater-Chefdisponenten Rainer Schubert als Direktor der Wiener Volksoper auf deren vorzeitig ausgeschiedenen Direktor Rudolf Berger gefolgt. Unter seiner Direktion gelang es, durch ein vielseitiges Programm (basierend auf den Repertoiresäulen Operette, Oper, Musical und Ballett) die Auslastung zu erhöhen und die Einnahmen zu steigern sowie neue Stammkunden zu gewinnen. Auch das Angebot der Jungen Volksoper wurde kontinuierlich ausgebaut.
Im September 2020 wurde bekannt, dass Kulturstaatssekretärin Andrea Mayer Meyers Vertrag nicht verlängern wird und er daher auch nicht an den Hearings teilnehmen darf. Im Oktober 2020 wurde Lotte de Beer von Staatssekretärin Mayer zu seiner Nachfolgerin als künstlerische Leiterin der Wiener Volksoper ab der Saison 2022/23 beginnend mit 1. September 2022 bestellt.

## Rollen (Theater)
- Mutter Courage und ihre Kinder (Schweizerkas) (1974), Burgtheater
- Der Hofmeister (Läuffer) (1978), Akademietheater
- Der Revisor (Chlestakoff) (1979), Burgtheater
- Gust (1985), Kasino am Schwarzenbergplatz
- Der Talisman (Titus Feuerfuchs) (1993), Burgtheater
- Im weißen Rößl (Sigismund Sülzheimer) (1993), Volksoper Wien
- Der Mann von La Mancha (Sancho Pansa) (1996), Volksoper Wien
- Professor Bernhardi (Ebenwald), (1998), Burgtheater
- Jedermann (Dünner Vetter) (1999–2001), Salzburger Festspiele
- My Fair Lady (Mr. Doolittle) (2003), Volksoper Wien
- Das weite Land (Maurer) (2001), Burgtheater
- Der Reigen (Ehemann) (1999), Burgtheater (2003), Akademietheater
- Der Zerrissene (Gluthammer) (2001), Burgtheater
- Hamlet (Claudius, König von Dänemark) (2002–2005), Burgtheater
- Die Fledermaus (Frosch) (2001–2006), Wiener Staatsoper
- Häuptling Abendwind (2002), Akademietheater
- Die Macht der Gewohnheit (Jongleur) (2004), Burgtheater
- Der Zettelträger Papp (Papp) (2004), Burgtheater
- Ein gebildeter Hausknecht (Bernhard) (2004), Burgtheater
- Frühere Verhältnisse (Muffl) (2004), Burgtheater
- Zu ebener Erde und erster Stock (Zins) (2005), Burgtheater
- Tannhäuser in 80 Minuten (2005), Burgtheater
- Hello, Dolly! (Horace Vandergelder) (2010), Volksoper Wien
- Der Kongress tanzt (Metternich) (2016), Volksoper Wien
- Wie man Karriere macht, ohne sich anzustrengen (J.B. Biggley) (2017), Volksoper Wien
- Der Mann von La Mancha (Don Quixote) (2017), Volksoper Wien
- Gott von Ferdinand von Schirach (Bischof) (2023), Kammerspiele des Theaters in der Josefstadt[7]

## Filmografie (Auswahl)
- 1975: Derrick – Pfandhaus
- 1979: Geschichten aus dem Wienerwald
- 1980: Glaube Liebe Hoffnung
- 1981: Der Alte – Der Zigeuner
- 1982: Der Alte – Teufelsküche
- 1982: Der Alte – Der vierte Mann
- 1983: Polizeiinspektion 1 – Das Glück im sechsten Mond
- 1984: Derrick – Der Klassenbeste
- 1986: Derrick – An einem Montagmorgen
- 1988: Der Leihopa
- 1988: Ignaz Semmelweis – Arzt der Frauen
- 1991: Wildfeuer
- 1991: Derrick – Wer bist du, Vater?
- 1992: Herr Ober!
- 1995: Die Ameisenstraße
- 1997: Winterschläfer
- 1998: Kommissar Rex – Der Voyeur
- 1999: Kinder der Sonne
- 1999: Wer liebt, dem wachsen Flügel...
- 1999: Tatort – Absolute Diskretion
- 2000: Café Meineid – Zirkus
- 2001: Der Zerrissene (Gluthammer)
- 2002: Nacht über Edensloh
- 2003: SOKO Kitzbühel – Farben des Todes
- 2004: Der Bestseller – Wiener Blut (als Karl Kraus)
- 2005: SOKO Wien – Mörderische Hitze
- 2007: Der Bulle von Tölz: Wiener Brut
- 2009: Der Kaiser von Schexing – Nachhilfe
- 2012: Schnell ermittelt – Werner Demscher
- 2013: Und Äktschn! – Günther Fleischbauer
- 2014: Tatort – Abgründe

## Hörspiele (Auswahl)
- 1981: Richard Hughes: Gefahr – Regie: Johannes Twaroch
- 1984: Otto Brusatti: Die letzten Stunden der Menschheit oder Ein schöner Sonntag – Regie: Otto Brusatti
- 1985: Michael Köhlmeier: Veltliner und Betrogen – Regie: Robert Matejka
- 1985: Pavel Landovský: Der Umweg – Regie: Robert Matejka
- 2000: Franz Geiger: Die Nacht mit Adolf – Regie: Katharina Weiß
- 2002: Elias Canetti: Die Blendung (2 Teile) – Regie: Robert Matejka

## Auszeichnungen
- 1993: Nestroy-Ring
- 1997: Ernennung zum Kammerschauspieler
- 1999: Kainz-Medaille für seine schauspielerische Gesamtleistung am Burgtheater und Akademietheater
- 2013: Goldenes Ehrenzeichen für Verdienste um das Land Wien
- 2017: Österreichischer Musiktheaterpreis in der Kategorie Beste männliche Hauptrolle für Der Mann von La Mancha (Don Quixote)[8]
- 2021: Österreichischer Musiktheaterpreis in der Kategorie Beste männliche Nebenrolle für Cabaret (Herr Schultz)[9][10]
- 2022: Ehrenmitglied der Volksoper Wien[1]